# Pirosfejű keselyű
A pirosfejű keselyű (Sarcogyps calvus) a vágómadár-alakúak (Accipitriformes) rendjébe, ezen belül a vágómadárfélék családjába tartozó Sarcogyps nem egyetlen faja.

## Előfordulása
Ázsia déli részén, Indiában és az Indokínai-félszigeten honos.

## Megjelenése
Testhossza 76–85 centiméter, szárnyfesztávolsága 200 centiméter, testtömege pedig 3700–5400 gramm. Feje csupasz és piros, arcrészén két lebeny található, tollruhája sötétbarna, kivéve a mellén lévő fehér foltot.

## Életmódja

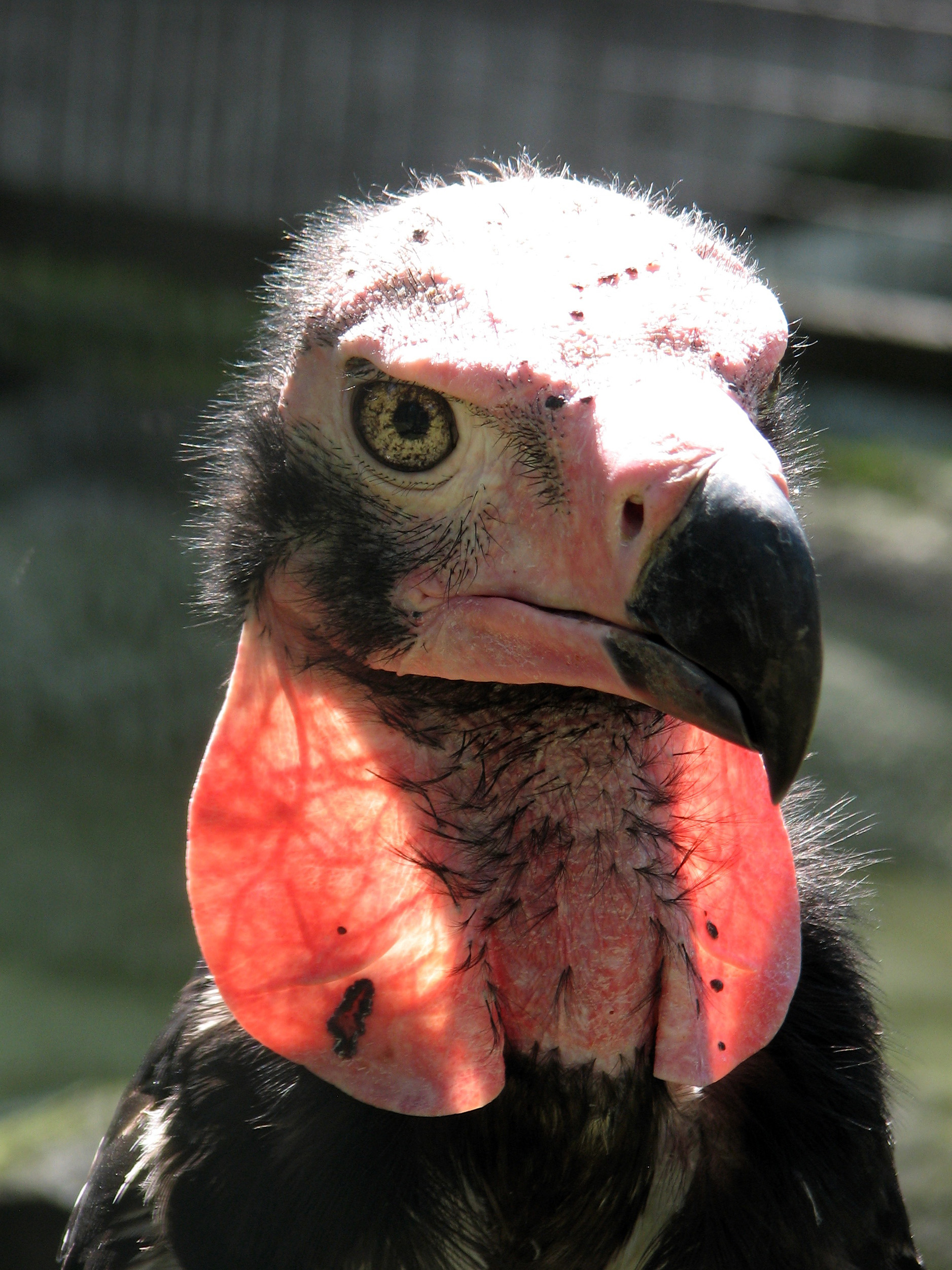

Dögökkel táplálkozik.